# Ahmose-Tumerisi
Ahmose-Tumerisi (fl. XVI secolo a.C.) è stata una principessa egizia della XVII dinastia.
Fu figlia del faraone Seqenenra Ta'o e sorella del faraone Ahmose I, dal momento che ebbe i titoli di "Figlia del re" e "Sorella del re". Il suo nome è noto grazie al suo sarcofago, conservato all'Ermitage di San Pietroburgo. La sua mummia fu scoperta nel pozzo MMA 1019, nella necropoli di Sheikh Abd el-Qurna. 

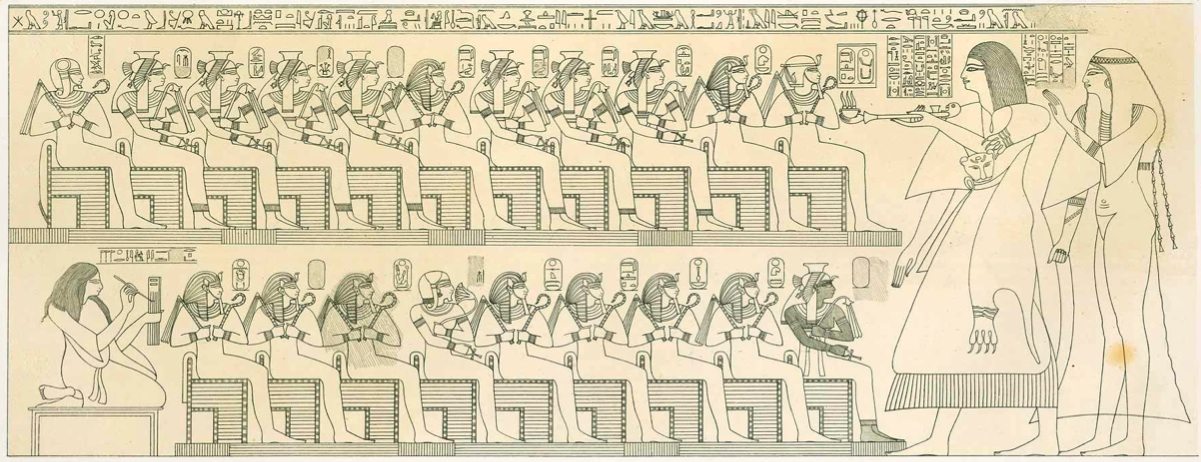
Scena presente nella tomba di Inherkhau, raffigurante i "Signori dell'Occidente". Nel registro superiore, da destra: Amenofi I, Ahmose I, Ahhotep I, Ahmose Meritamon, Ahmose-Sitamon, Siamon?, Ahmose-Henuttamehu, Ahmose-Tumerisi, Ahmose-Nebetta, Ahmose-Sipair. Registro inferiore, da destra: Ahmose Nefertari, Ramses I, Mentuhotep II, Amenofi II, Seqenenra Ta'o, Ramose?, Ramses IV, un faraone ignoto e Thutmose I.